# فيليب غراهام
فيليب غراهام (بالإنجليزية: Philip Graham)‏ (26 أغسطس 1951، بروكلين في الولايات المتحدة)؛ روائي أمريكي.